# 米爾頓 (緬因州)
米爾頓（英語：Milton）是位於美國緬因州牛津縣的一個未組織地區。

## 地方資料
米爾頓的面積為38.70平方千米，當中陸地面積為38.70平方千米，而水域面積為0.00平方千米。根據2020年美國人口普查的數據，當地共有人口150人，而人口密度為每平方千米3.88人。